# Prajnesh Gunneswaran
Prajnesh Gunneswaran (Chennai, India, 12 de noviembre de 1989) es un tenista indio. Su mejor puesto en la Clasificación ATP individual ha sido el 75.º en abril de 2019, y en dobles, el 248.º en 2018. A nivel individual ha logrado dos títulos de la categoría Challenger.

## Títulos enChallengersyFutures(11; 10+1)
| Leyenda               | Individuales | Dobles |
| --------------------- | ------------ | ------ |
| ATP Challenger Series | 2            | 0      |
| ITF Futures Series    | 8            | 1      |

### Individuales (10)
| N.º | Fecha                    | Torneo                  | Superficie    | Oponentes         | Resultado        |
| --- | ------------------------ | ----------------------- | ------------- | ----------------- | ---------------- |
| 1.  | 2 de junio de 2013       | India F6                | Dura          | Vijayant Malik    | 7-6(5), 6-3      |
| 2.  | 28 de julio de 2013      | Dinamarca F2            | Tierra batida | Colin van Beem    | 6-3, 4-6, 6-0    |
| 3.  | 6 de diciembre de 2015   | India F18               | Dura          | Ronit Singh Bisht | 6-4, 6-4         |
| 4.  | 11 de septiembre de 2016 | India F4                | Tierra batida | N. Sriram Balaji  | 3-6, 7-5, 7-6(3) |
| 5.  | 12 de marzo de 2017      | India F4                | Dura          | N. Sriram Balaji  | 6-4, 6-2         |
| 6.  | 26 de marzo de 2017      | India F6                | Tierra batida | N. Sriram Balaji  | 7-5, 6-3         |
| 7.  | 2 de julio de 2017       | China F10               | Dura          | Zhe Li            | 6-3, 6-1         |
| 8.  | 18 de marzo de 2018      | India F3                | Dura          | Nam Hoang Ly      | 6-3, 6-4         |
| 9.  | 29 de abril de 2018      | Challenger de Anning    | Tierra batida | Mohamed Safwat    | 5-7, 6-3, 6-1    |
| 10. | 17 de noviembre de 2018  | Challenger de Bangalore | Dura          | Saketh Myneni     | 6-2, 6-2         |

### Dobles (1)
| N.º | Fecha                    | Torneo     | Superficie    | Pareja               | Oponentes en la final                      | Resultado |
| --- | ------------------------ | ---------- | ------------- | -------------------- | ------------------------------------------ | --------- |
| 1.  | 22 de septiembre de 2013 | Egipto F25 | Tierra batida | Issam Haitham Taweel | Filippo Borella Aleksandr Ivanovich Spirin | 6-3, 6-2  |

## Clasificación histórica
| Torneos de Grand Slam       |       |       |      |   |      |     |
| Abierto de Australia        | A     | Q1    | 1R   | 0 | 0-1  | 0%  |
| Roland Garros               | A     | Q3    | 1R   | 0 | 0-1  | 0%  |
| Wimbledon                   | A     | Q1    | 1R   | 0 | 0-1  | 0%  |
| Abierto de los EE. UU.      | Q1    | A     | 1R   | 0 | 0-1  | 0%  |
| Ganado-Perdido              | 0-0   | 0-0   | 0-4  | 0 | 0-4  | 0%  |
| ATP World Tour Masters 1000 |       |       |      |   |      |     |
| Indian Wells                | A     | A     | 3R   | 0 | 2-1  | 66% |
| Miami                       | A     | A     | 1R   | 0 | 0-1  | 0%  |
| Cincinnati                  | A     | Q1    |      | 0 | 0-0  | 0%  |
| Ganado-Perdido              | 0-0   | 0-0   | 2-2  | 0 | 2-2  | 50% |
| ATP World Tour 500          |       |       |      |   |      |     |
| Ganado-Perdido              | 0-0   | 0-0   | 0-0  | 0 | 0-0  | 0%  |
| ATP World Tour 250          |       |       |      |   |      |     |
| Ganado-Perdido              | 0-0   | 1-4   | 3-6  | 0 | 4-10 | 29% |
| Representación nacional     |       |       |      |   |      |     |
| Copa Davis                  | RGM   | RGM   |      | 0 | 2-4  | 33% |
| Ganado-Perdido              | 1-1   | 1-1   | 0-2  | 0 | 2-4  | 33% |
| Total G-P                   | 1-1   | 2-5   | 5-14 | 0 | 8-20 | 29% |
| Porcentaje                  | 50%   | 29%   | 26%  | - | -    | -   |
| Ranking                     | 256.° | 104.° |      | - | -    | -   |

Actualizado al 16 de septiembre de 2019
| Año                     | 2008 | 2012 | 2013 | 2014 | 2015 | 2016 | 2017 | 2018 |
| Ranking en individuales | 1001 | 888  | 479  | 1388 | 608  | 284  | 256  | 104  |

## Récord ATP Frente a Tenistas Top 30
Actualizado al 16 de septiembre de 2019
| Nacimiento | Rival                | Ranking | Victorias | Derrotas | Total | Porcentaje |
| ---------- | -------------------- | ------- | --------- | -------- | ----- | ---------- |
| 1990       | Miloš Raonić         | 3       | 0         | 1        | 1     | 0%         |
| 1996       | Daniil Medvédev      | 4       | 0         | 1        | 1     | 0%         |
| 1984       | Janko Tipsarević     | 8       | 1         | 0        | 1     | 100%       |
| 1979       | Ivo Karlović         | 14      | 0         | 1        | 1     | 0%         |
| 1992       | Nikoloz Basilashvili | 17      | 1         | 0        | 1     | 100%       |
| 1989       | Benoît Paire         | 18      | 1         | 1        | 2     | 50%        |
| 1984       | Andreas Seppi        | 18      | 0         | 1        | 1     | 0%         |
| 1986       | Marcel Granollers    | 19      | 0         | 1        | 1     | 0%         |
| 1999       | Denis Shapovalov     | 20      | 1         | 0        | 1     | 100%       |
| 1997       | Taylor Fritz         | 25      | 0         | 1        | 1     | 0%         |
| 1998       | Frances Tiafoe       | 28      | 0         | 1        | 1     | 0%         |